# Lilianna Stawarz
Lilianna Ewa Stawarz (ur. 26 czerwca 1964 w Przemyślu) – polska klawesynistka, dyrygentka, profesor sztuk muzycznych, doktor habilitowana sztuk muzycznych.

## Wykształcenie
Studia w Akademii Muzycznej im. Fryderyka Chopina w Warszawie w klasie klawesynu Władysława Kłosiewicza ukończyła z wyróżnieniem w 1988 roku. W 1990 uzyskała dyplom Conservatoire à rayonnement régional de Rueil-Malmaison w klasie Huguette Dreyfus. Uczestniczyła w kursach mistrzowskich poświęconych problemom wykonawczym muzyki baroku, m.in. w Accademia Musicale Chigiana w Sienie, w Innsbrucku, Villecroze i Krakowie.

## Działalność dydaktyczna
Od 2003 roku prowadzi klasę klawesynu, a od 2009 zajęcia z wokalistami na Uniwersytecie Muzycznym Fryderyka Chopina w Warszawie i jego filii w Białymstoku. Wykłada także na licznych kursach i seminariach poświęconych zagadnieniom interpretacji i wykonawstwa muzyki dawnej. Prowadziła klasę klawesynu w Zespole Państwowych Szkół Muzycznych nr 1 w Warszawie. W latach 2012–2016 pełniła funkcję prodziekana Wydziału Instrumentalno-Pedagogicznego Akademii Muzycznej im. Fryderyka Chopina (obecnie Uniwersytet Muzyczny Fryderyka Chopina) w Białymstoku oraz koordynatora Biura Koncertowego. W roku 2016 została kierownikiem Międzywydziałowego Zakładu Muzyki Dawnej Wydziału Instrumentalnego UMFC.

## Działalność artystyczna
Była członkiem zespołu muzyki dawnej Il Tempo, z którym dokonała wielu nagrań radiowych, płytowych oraz uczestniczyła w koncertach i liczących się festiwalach muzyki dawnej w kraju i za granicą, m.in. w Brugii, Brukseli, Utrechcie, Moskwie, Nowym Jorku, Nowym Brunszwiku, Rzymie i Berlinie.
W latach 1991–2017 związana była z Warszawską Operą Kameralną, zarówno jako klawesynistka-kameralistka, jak i dyrygent. Prowadziła od klawesynu i pozytywu dzieła instrumentalne i wokalno-instrumentalne, m.in.: Pasję według św. Marka Johanna Sebastiana Bacha, cykl koncertów „Pieśni i Aryje – utwory XVIII wiecznych polskich kompozytorów”, utwory Antoniego Milwida i Marcina Żebrowskiego oraz Opera Omnia Marcina Mielczewskiego, a także opery: Dydona i Eneasz Henry Purcella, Tetide in Sciro Domenico Scarlattiego, Rinaldo Georga Friedricha Händla (jako asystentka Władysława Kłosiewicza).
Współpracuje z wieloma wykonawcami, m.in. Olgą Pasiecznik, Anną Radziejewską, Simonem Standagem, Arturem Stefanowiczem, Agatą Sapiechą, Małgorzatą Wojciechowską, Janem Staniendą, Grzegorzem Lalkiem, Sebastianem Wypychem, Tytusem Wojnowiczem.
W latach 2015–2017 pełniła funkcję kierownika artystycznego przedsięwzięcia Opera/Barok w Warszawskiej Operze Kameralnej. Jest współtwórcą Festiwalu Oper Barokowych Dramma per Musica oraz prezesem Stowarzyszenia Miłośników Sztuki Barokowej.

## Nagrody i osiągnięcia
Laureatka I Ogólnopolskiego Konkursu Klawesynowego im. Wandy Landowskiej w Krakowie (II nagroda), Festiwalu Pianistyki Polskiej w Słupsku oraz finalistka Międzynarodowego Konkursu Klawesynowego w Paryżu.
Wielokrotnie nominowana do nagród za kierownictwo muzyczne, m.in. do nagrody Koryfeusz Muzyki Polskiej, a także do Nagrody im. Cypriana Kamila Norwida. Album muzyczny z oratorium Antonio Caldary pt. Maddalena ai piedi di Cristo nagrany pod jej kierownictwem zdobył nagrodę Fryderyk 2018 w kategorii Album Roku – Muzyka Dawna, a także nagrodę Stowarzyszenia Wydawców Katolickich Feniks 2018.
W 2005 roku odznaczona przez Prezydenta Rzeczypospolitej Polskiej Brązowym Krzyżem Zasługi.

## Publikacje
- Stawarz L., Suity klawesynowe HWV 426-433 G. F. Handla: problemy wykonawcze, Akademia Muzyczna im. Fryderyka Chopina, Warszawa 2007, ISBN 978-83-89444-70-7.

## Dyskografia

### Albumy CD (wybór)

#### Albumy solowe
- Carl Philipp Emanuel Bach: Für Kenner und Liebhaber (CD, CD Accord, 2005)
- Suity klawesynowe G.F. Händla HWV 426–433, vol. 1–2 (CD, Pro Musica Camerata, 2007)
- Inwencje i Sinfonie Johanna Sebastiana Bacha (CD, Polskie Radio, 2012)
- Antonio Caldara: Maddalena ai piedi di Cristo (CD, Polskie Radio, 2017)
- Handel: Suites for Harpsichord, vol. 1–2 (CD, Golden Melodram)

#### Kierownictwo artystyczne
- Mielczewski – Opera Omnia, vol. 1–6 (CD, Pro Musica Camerata PMC 017/020/021/022/026/027, 1998–2000)
- Domenico Scarlatti: Tetide in Sciro, Musicae Antiquae Collegium Varsoviense pod dyr. Lilianny Stawarz, vol. 1–2 (CD, Pro Musica Camerata PMC 030/031, 2000)
- Stachowicz – Opera Omnia, Musicae Antiquae Collegium Varsoviense, Soliści Warszawskiej Opery Kameralnej pod dyr. Lilianny Stawarz (CD, Pro Musica Camerata, 2003)

#### Nagrania muzyki kameralnej
- Muzyka Polska (CD, DUX, 1993)
- Georg Philipp Telemann: Kantaty (CD, DUX, 1999)
- K. Förster, Vanitas Vanitatum (CD, CD Accord, 1999)
- Muzyka Zamku Królewskiego (CD, DUX, 2004)